# Dicranomyia (Caenoglochina) lotax
Dicranomyia (Caenoglochina) lotax is een tweevleugelige uit de familie steltmuggen (Limoniidae). De soort komt voor in het Neotropisch gebied.